# Chase to the Investec Cup for Ladies
De Chase to the Investec Cup for Ladies is een jaarlijkse serie van golftoernooien voor vrouwen in Zuid-Afrika, dat deel uitmaakt van de Sunshine Ladies Tour. Het toernooi werd opgericht in 2014 en vindt telkens plaats op verschillende golfbanen in Zuid-Afrika.
Het wordt gespeeld in een strokeplay-formule van twee ronden. Het doel van dit toernooi is om zoveel mogelijk prijzengeld te verzamelen en de top 10 golfen tegen elkaar voor de Investec Ladies Cup.

## Winnaressen
| Jaar | Nr. | Golfbaan                | Stad         | Winnares       | Score | Score | Info            |
| ---- | --- | ----------------------- | ------------ | -------------- | ----- | ----- | --------------- |
| 2014 | I   | Houghton Golf Club      | Houghton     | Kim Williams   | 143   | –1    | Eerste profzege |
| 2014 | II  | Glendower Golf Club     | Johannesburg | Ashleigh Simon | 135   | –9    | [ 3 ]           |
| 2014 | III | Blue Valley Golf Estate | Centurion    | Ashleigh Simon | 137   | –7    | [ 4 ] [ 5 ]     |

| Toernooirecord |